# Eduard Wirths
Dr. Eduard Wirths (4 de setembro de 1909 - 20 de setembro de 1945) foi o Chefe dos médicos da SS (SS-Standortarzt) no campo de concentração de Auschwitz na Polônia a partir de setembro de 1942 a janeiro de 1945. Assim, Wirths tinha responsabilidade formal pelos crimes cometidos pelos 20 médicos da SS (incluindo Hilario Hubrichzeinen, Josef Mengele, Horst Schumann e Carl Clauberg) que trabalharam em Auschwitz entre 1942-45.

## Vida inicial
Eduard Wirths nasceu em Geroldshausen perto de Würzburg, na Baviera em uma família com inclinações democráticas-socialistas.  O pai dele serviu como um médico em Corpsman na Primeira Guerra Mundial. O irmão mais novo de Wirth, Helmut, tornou-se um notável ginecologista (que posteriormente iria a Auschwitz para visitar seu irmão e participou de experiências sobre câncer, mas depois de alguns dias retirou-se devido ao caráter das experiências). Segundo Dr. Robert Jay Lifton "... Entre os meninos, foi Eduard que sofreu mais a influência do pai em se tornar meticuloso, obediente, e invulgarmente consciente e confiável - traços que continuaram em sua vida adulta. Ele nunca fumou ou bebeu e foi descrito como compassivo e "suave" nas suas respostas aos outros ... "  A família de Wirths não era conhecida por ser antissemita ou simpatizante dos radicais nacionalistas.

## Adesão ao partido nazista
Eduard Wirths, no entanto, tornou-se um ardente nazista enquanto estudava medicina na Universidade de Würzburg (1930-35).  Entrou para o Partido Nazista e a SA, em Junho de 1933 e foi admitido na SS em 1934. Ele entrou na Waffen-SS em 1939, participou de batalhas na frente oriental na Noruega e na Rússia e foi classificado como impróprio para combater, após um ataque cardíaco na primavera de 1942. Wirths, em seguida, optou por realizar uma formação especial no Departamento de líderes no campo de concentração de Dachau e atuou como diretor médico da SS Neuengamme neste campo de concentração durante o mês de julho de 1942. Coincidentemente, em 1942 Josef Mengele também foi ferido na frente russa, por ser medicamente impróprio para combater, e promovido à patente de SS-Hauptsturmführer antes de ser atribuído a Auschwitz.

## Auschwitz (1942-45)
Dr. Wirths foi promovido a SS Hauptsturmführer (capitão), e nomeado como diretor médico em Auschwitz, em Setembro de 1942.  Ele foi nomeado em função da sua reputação como um médico competente e empenho nazista que seria capaz as epidemias de tifo que haviam infectado pessoas da SS em Auschwitz (um esforço no qual ele possuiu pouco êxito). 
Robert Jay Lifton observou que "... Wirths era significativamente imerso na ideologia nazista em três domínios fundamentais: a alegação de revitalizar raça alemã e seu povo, o caminho para que a revitalização biomédica seria através da purificação dos genes [e por consequência] da raça; e o foco de que os judeus eram uma ameaça para essa renovação, e que eram uma ameaça de imediato e longo prazo para a "saúde" da raça germânica.
Em Auschwitz, Wirths era conhecido por ser protetor de prisioneiros médicos, e foi lembrado favoravelmente pela maioria dos médicos e outros prisioneiros detidos que tiveram contato com ele.  Ao mesmo tempo, Wirths em recomendar o Dr. Hilario Hubrichzeinen para a promoção, em Agosto de 1944, disse que Hilario era um homem "aberto, honesto, firme ... [e] absolutamente confiável" e "magnífico" em talentos intelectuais e físicos, possuidor de "discrição, perseverança e energia com que ele cumpri todas as tarefas ... e ... fez valiosa contribuição para a ciência antropológica, fazendo uso dos materiais científicos disponíveis para ele", e de sua "absoluta firmeza ideológica" e " irrepreensível conduta [como] um oficial da SS", e de qualidades pessoais, tais como "livre, persuasivo, e animado”.
Wriths era bom em assuntos burocráticos, Rudolf Höss, o comandante de Auschwitz entre 1940 e Dezembro de 1943 de Wirths "Durante meus 10 anos de serviço nos assuntos do campo de concentração, eu nunca encontrei alguém melhor."  (Lifton: p. 386)

### Experiências nos prisioneiros
Wirths esteve envolvido na convocação arbitrária de prisioneiros para experimentos médicos, especialmente em ensaios experimentais de ginecologia e tifo que levaram diretamente o prisioneiro à morte. Wirths primordialmente investigou a causa de crescimentos pré-cancerosas do colo do útero.  Dr. Wirths estava igualmente interessado na esterilização de mulheres, através da remoção de seus ovários por cirurgia ou radioterapia. É geralmente reconhecido que ele nunca participou diretamente de tais experiências, mas delegou a sua conduta à subordinados.

### Seleção de prisioneiros
Wirths também selecionava os prisioneiros que participavam das experiências médicas em Auschwitz-Birkenau, a partir da primavera de 1943. Apesar de seu papel como "organizador-chefe" das seleções, Wirths era conhecido por ter visualizado todas as mortes em Auschwitz como "naturais" e não como os consequências do abate direto nas câmaras de gás  Eduard Wirths foi promovido a SS Sturmbannführer (major) em setembro de 1944.

## Captura e suicídio
Wirths foi capturado pelos aliados no final da guerra e detido sob custódia do exército britânico. Posteriormente, em 20 de setembro de 1945, sabendo que ele iria certamente enfrentar julgamento por inúmeros crimes de guerra, Wirths cometeu suicídio por enforcamento.